# Pont Coppet
Le pont Coppet est un pont français situé à la limite de Sales et Vallières-sur-Fier, en Haute-Savoie. Cet ouvrage d'art permet le franchissement du Fier. Mis en service en 1626, il est inscrit monument historique depuis le 4 novembre 2015.